# ルナティア -プラチナファンタジーオンライン-
『ルナティア -プラチナファンタジーオンライン-』（LUNATIA Memory Fantasy Online）は、韓国のMGameにより製作されたオンラインゲーム（MMORPG）。
日本国内における運営はエムゲームジャパンが担当。2009年1月23日10:00より日本国内での正式サービス開始、2012年11月16日18:00をもってサービス終了。韓国における名称は『ルナティア -メモリーファンタジーオンライン-』。

## 概要
プレイヤーは記憶を失ったルナティアの民として、モンスターと戦いながら自らの記憶を取り戻していくというストーリー。
キャラクター、背景共3Dでありながら非常に柔らかなタッチで描かれ、童話のような雰囲気を醸し出している。
基本的にはモンスター退治やクエストによってレベルを上げていくスタンダードな仕様だが、後述のUCDなど新システムの導入も行われている。

## あらすじ
かつて、世界は人間の感情を司る7人の神によって統べられ、争いが無く平和だった。ある日、欲望の神・ライラックは、人間達を成長させるべく、革命を起こす事を提案した。ニウス、トリスティス、イラは、これに賛同したが、レトス、ユデー、フリージアは反対した。話は一向にまとまらず、遂には力を以って屈服すべく、自身の精鋭兵として戦う眷族をグロウズゲートに召喚。彼らは主となる神の為に戦ったが、これによって世界が崩壊しかけ、絶対紳・グロリアが永い眠りから覚めた。グロリアは、対立の元凶・ライラックの力を奪い、地中深い所に封じた。今後2度と争いが起こらぬようにグロウズゲートを2つに分割し、他の6神の力や眷族の力と記憶を神輝石に封じ、細かく砕いて世界にばら撒いた。
残された神々は、残った僅かな力で眷族の中から代弁者を選び、神輝石を集める使命を与える。こうして、代弁者は自身を含むかつての眷族の記憶と力を取り戻し、神の力を回復する為の旅に出る事になった。

## 種族
3種類の種族、および性別を選択することができる。基本的には種族や性別によるキャラクターの能力の差はないが、種族・性別ごとに異なる種族スキルと呼ばれるスキルツリーが存在する。
セネカ
外見はごく普通の人間。
男性を「タタ」、女性を「ネナ」と呼ぶ。
コシャレ
頭身が低い種族。
男性を「プエル」、女性を「プエラ」と呼ぶ。
マツカ
獣狼族を祖先とする褐色肌の種族。
男性を「ティグリー」、女性を「チチャ」と呼ぶ。

## ゲームシステム

### 職業
ウォーリアー
片手剣と両手剣を使用する。
モンク
ナックルと鈍器を使用する。
メイジ
攻撃魔法や、敵の能力を下げる魔法を使う。
プリースト
回復魔法や、味方の能力を上げる魔法を使う。
シーフ
短剣と細剣を使用する。
ハンター
弓と銃を使用する。

## 歴史
- 2007年07月20日：運営をエムゲームジャパンからジャレコに移管
- 2007年09月14日：第1次クローズβテスト開始
- 2007年10月18日：第2次クローズβテスト開始
- 2007年11月21日：第3次クローズβテスト開始
- 2008年05月23日：運営をジャレコからエムゲームジャパンに移管
- 2008年08月08日：第4次クローズドβテストを2008年秋に行う予定であると発表
- 2009年01月15日：オープンβテスト開始
- 2009年01月23日：正式サービス開始

## イメージキャラクター
当初より日本展開するにあたってはイメージキャラクターが採用されていたが、新イメージキャラクター「マツカちゃん」というイメージキャラクターが選ばれた。

## タイアップイベント
- 電撃文庫にて人気のライトノベル『とある魔術の禁書目録』のとコラボが2009年11月12日より開催され1年かけて全5回行われた。
- この他には、アスキーメディアワークス刊行の『電撃OnlineGames』とのコラボでvol.4号によりアイテム特典が付属し（イベントコード）2009年上半期から2010年2月27日の間の受け取り可能であった。